# Zomermarkt
Zomermarkt (Engelse titel: Summerfair) is een sciencefictionroman van de Amerikaanse schrijfster Ansen Dibell uit 1982. De Nederlandse vertaling verscheen hetzelfde jaar bij Uitgeverij Meulenhoff als M=SF #176 en is het derde boek in de vijfdelige reeks Het bewind van Een.

## Verhaal
Poli Wir, voormalig Eerste Danseres van het Valde-strijdmaagdenlegioen van Nieuwstock, vrouw van Jannus en moeder van hun vijf kinderen, is dood. Valde groeien sneller op dan mensen en sterven ook eerder: Poli was amper dertig jaar. Jannus is vastbesloten haar terug te krijgen en sluit een overeenkomst met Bronh, de laatste der Teks. Met haar hulp en de onwillige medewerking van Garin, de nieuwe mobiel van de Shai, lukt het om in het schip van de Shai een nieuw Poli-lichaam te kweken waar de herinneringen van haar man, kinderen en vrienden worden ingeprent. Deze nieuwe Poli blijkt tot Jannus' opluchting en geluk een redelijke getrouwe kopie. In hun woonplaats Ardun vinden ondertussen allerlei veranderingen plaats. De Valde laten de stad in de steek, en zonder hun controlerende aanwezigheid begint een volksoproer. Pedross Rey, die zijn gestorven vader Ashai Rey heeft opgevolgd als meester van Andras, wordt door de Arduiners om hulp gevraagd: hij wordt de nieuwe heerser van de stad.
Bronh is intussen bezig het laatste deel van haar eeuwenlange project in gang te zetten: de Valde terugbrengen naar hun natuurlijke staat zoals ze leefden voordat de Teks hen veranderden. De Valde trekken zich overal terug uit de steden en keren terug naar hun eigen landen, aangetrokken door de door Bronh begonnen gemeenschappelijke zang. Valde die zich aan de zang proberen te onttrekken worden door hun eigen volk meedogenloos vermoord. Poli probeert met hulp van de vérsprekerstalenten van Jannus Valde aan de zang te onttrekken, voordat de Valde aan het laatste hoofdstuk van Bronhs plan zullen beginnen: de vernietiging van alle andere volken.

## Het bewind van Een-reeks
1. 1978 - De laatste koning (Pursuit of the Screamer)
2. 1981 - Ashai Rey (Circle, Crescent, Star)
3. 1982 - Zomermarkt (Summerfair)
4. 1983 - Stormvloedgrens (Tidestorm Limit)
5. 1985 - Gift van de Shai (The Sun of Return)